# Musculus sternothyroideus
De musculus sternothyroideus (sternum—thyroid) is een brede platte spier die zich inferieur aan het hyoid bevindt. De functie van m. sternothyroideus beslaat de indirecte depressie, het naar beneden trekken, van het hyoid.

## Structuur
De sternothyroideus ontstaat uit het posterieure oppervlak van het manubrium, onderdeel van het sternum; van de middelijn van de manubrium-inkeping, tot aan het posterieure kraakbeen van de eerste costaalrib. Een niet uitzonderlijke anatomische variatie beslaat ook een aanhechting aan het kraakbeen van de tweede. De oorsprong is daarmee inferieur aan die van het sternohyoid, die daar iets boven begint.
De insertie van de spier zit aan het schuine vlak in de laminae van het thyroidkraakbeen.
De spier wordt geinnerveerd door de ansa cervicalis (archaïsch: ansa hypoglossi), aftakkingen van de cervicale spinale zenuwen (C1–C3).
Anterieur aan de m. sternothyroideus ligt de m. sternohyoideus, en de m. omohyoideus. Posterior, van beneden naar boven rerekent, liggen de: trachea, vena innominata, a. carotis communis, arteria innominata (rechts), thyroid met de bijbehorende vaten en de onderste delen van de larynx en farynx. De v. thyroideus inferior ligt aan de binnenzijde van de spier. Dit is belangrijk om te weten bij het uitvoeren van een tracheotomie. De sternothyroideus kan worden gebruikt als orientatiepunt om het doorklieven van deze ader te vermijden. Links onderaan grenst de sternothyreideus aan de oesofagus.
Er zijn verdere anatomische variaties waar de spier ontbreekt, of dubbel aanwezig is.
De spier zorgt indirect voor depressie van het hyoid, door de schildklier naar beneden te trekken. Als de schildklier op zijn plaats wordt gehouden, dan duwt de spier de larynx omhoog, wat een hogere toonhoogte geeft aan stemgeluid.

## Klinische betekenis
Een struma, vergroting of zwelling van de schildklier, wordt aan de bovenzijde gelimiteerd door de aanhechting van de m. sternothyroideus aan de schildklier. Hierdoor kan de struma alleen frontaal, posterieur, of mediaal groeien, maar niet omhoog.